# Kadéï
La Kadéï est un affluent de la Sangha qui traverse le Cameroun et la République centrafricaine.

## Géographie

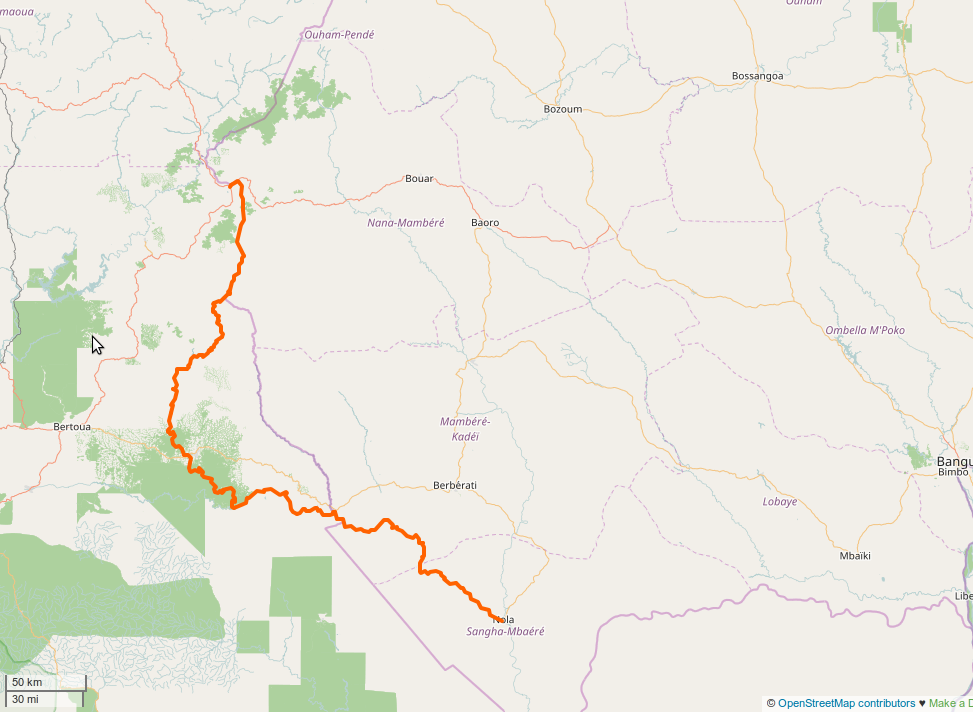

Elle prend sa source dans le massif de l'Adamaoua, au sud-est de Garoua-Boulaï. Elle reçoit deux affluents : la Doumé et la Boumbé, avant de s'orienter vers l'est. À Nola, elle rencontre la Sangha, parfois appelée Mambéré sur son cours supérieur.

## Affluents

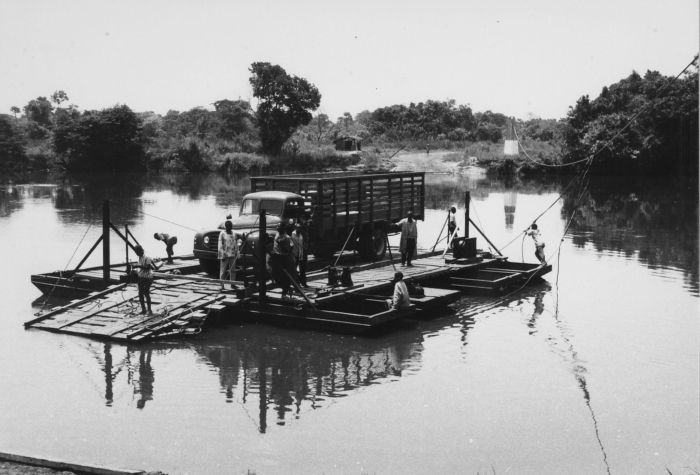
Traversée en bac en 1965

La Kadéï reçoit successivement d'amont en aval : 
- La Doumé (rive gauche)
- La Mbali (rive droite)
- La Boumbé I (rive gauche)
- La Boumbé II (rive gauche)
- La Batouri (rive gauche)
- La Bandjia (rive droite)
- La Mambéré (rive gauche) à Nola